# Município de Townsend (condado de Huron, Ohio)
O município de Townsend (em inglês: Townsend Township) é um município localizado no condado de Huron no estado estadounidense de Ohio. No ano de 2010 tinha uma população de 1.623 habitantes e uma densidade populacional de 24,3 pessoas por km².

## Geografia
O município de Townsend encontra-se localizado nas coordenadas 41° 15′ 08″ N, 82° 29′ 57″ O. Segundo a Departamento do Censo dos Estados Unidos, o município tem uma superfície total de 66.78 km², da qual 66.7 km² correspondem a terra firme e (0.12%) 0.08 km² é água.

## Demografia
Segundo o censo de 2010, tinha 1.623 habitantes residindo no município de Townsend. A densidade populacional era de 24,3 hab./km². Dos 1.623 habitantes, o município de Townsend estava composto pelo 97.47% brancos, o 0.55% eram afroamericanos, o 0.25% eram amerindios, o 0.25% eram asiáticos, o 0.06% eram insulares do Pacífico, o 0.31% eram de outras raças e o 1.11% pertenciam a duas ou mais raças. Do total da população o 1.29% eram hispanos ou latinos de qualquer raça.